# جيمي تود (لاعب كرة قدم)
جيمي تود (بالإنجليزية: Jimmy Todd)‏ هو لاعب كرة قدم بريطاني (وحمل سابقاً جنسية المملكة المتحدة لبريطانيا العظمى وأيرلندا) في مركز الهجوم، ولد في 1895 في إدنبرة في المملكة المتحدة. لعب مع ريث روفرز.